# ماري بارنارد
ماري بارنارد (بالإنجليزية: Mary Barnard)‏ هي كاتبة سير وكاتِبة ومترجمة وشاعرة أمريكية، ولدت في 6 ديسمبر 1909 في فانكوفر في الولايات المتحدة، وتوفيت في 25 أغسطس 2001.